# Université des études étrangères de Hankuk (métro de Séoul)
Université des études étrangères de Hankuk (hangeul : 외대앞 ; hanja : 外大앞, officiellement (en anglais : Hankuk University of Foreign Studies) est une station de la ligne 1 du Métro de Séoul. Elle est située sur la Hwigyeong-ro 27-gil, dans le quartier Imun-dong de l'arrondissement Dongdaemun-gu, sur le territoire de la ville de Séoul en Corée du Sud. Elle dessert notamment un campus de l'Université Hankuk des études étrangères.
Ouverte en 1974, elle est desservie par les services omnibus et express du service de la ligne 1.

## Situation sur le réseau

Plan du réseau (2023)

Établie en surface Université des études étrangères de Hankuk est une station de passage de la ligne 1 du métro de Séoul, elle est située : entre la station Hoegi, en direction du terminus ouest Incheon ou du terminus sud Sinchang via la station de bifurcation Guro, et la station Sinimun en direction du terminus nord Yeoncheon,.

## Histoire
La station, alors dénommée Hwigyeong est mise en service le 15 août 1974 lors de l'ouverture à l'exploitation de la ligne Gyeongwon, une section de la nouvelle ligne 1 du métro de Séoul. Elle est renommée Université des études étrangères de Hankuk le 1er janvier 1996,,.
À l'origine, la gare est construite comme un carrefour entre quatre voies. Cependant, en 2012, en raison d'une série d'accidents et de problèmes de sécurité,, un tunnel est construit sous la voie pour la circulation routière le long d'une passerelle piétonne hors sol.

## Services aux voyageurs

### Accès et accueil
La station est située sur la Hwigyeong-ro 27-gil, dans le quartier Imun-dong. Elle dispose de deux bouches, la n°1 dessert l'Hankuk University of Foreign Studies et la n°2 le marché d'Igyeong.

### Desserte
Université des études étrangères de Hankuk, dispose de deux quais, équipés de portes palières, desservis par les rames des services omnibus et express.

Installations
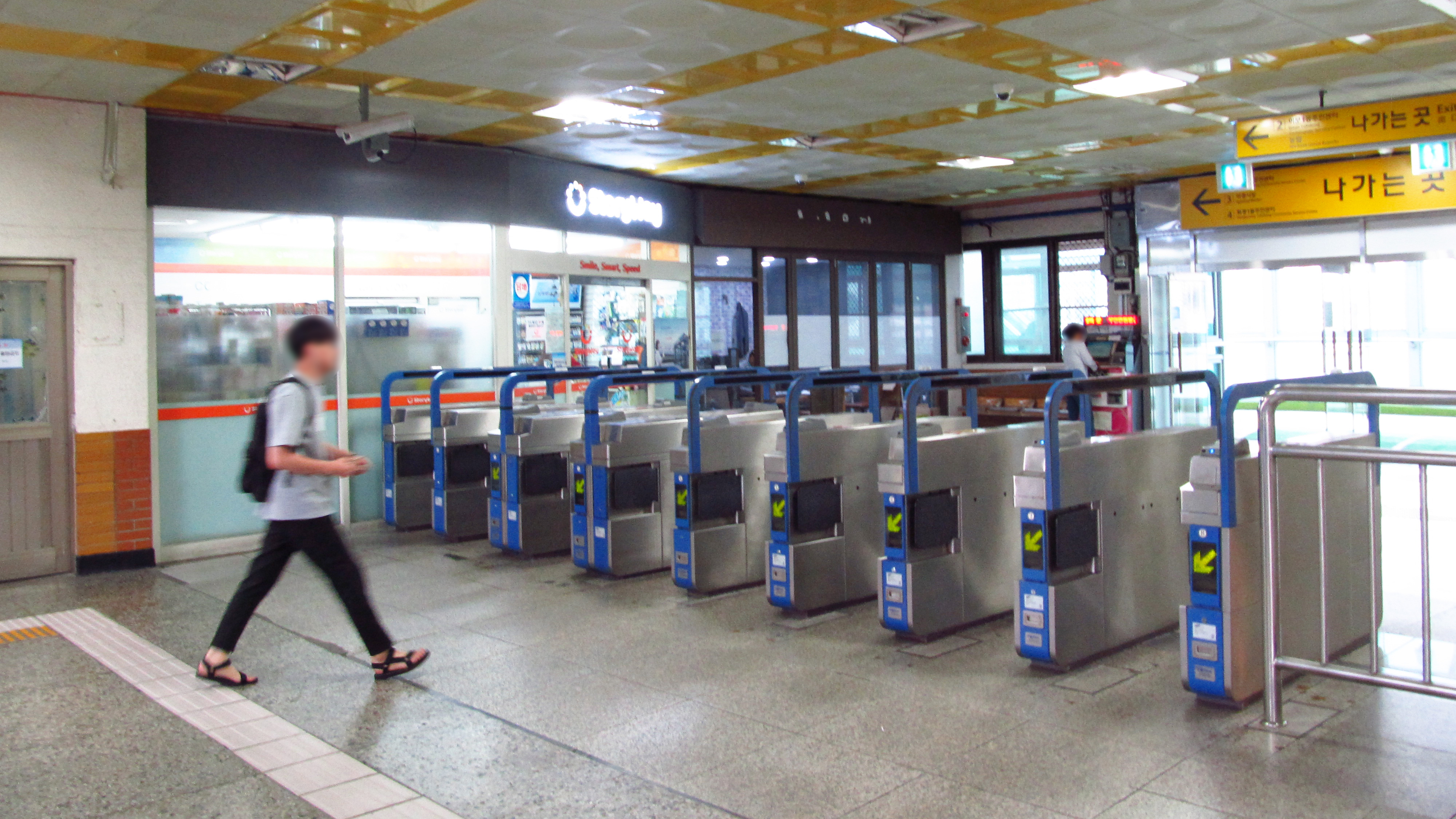
En 2018.
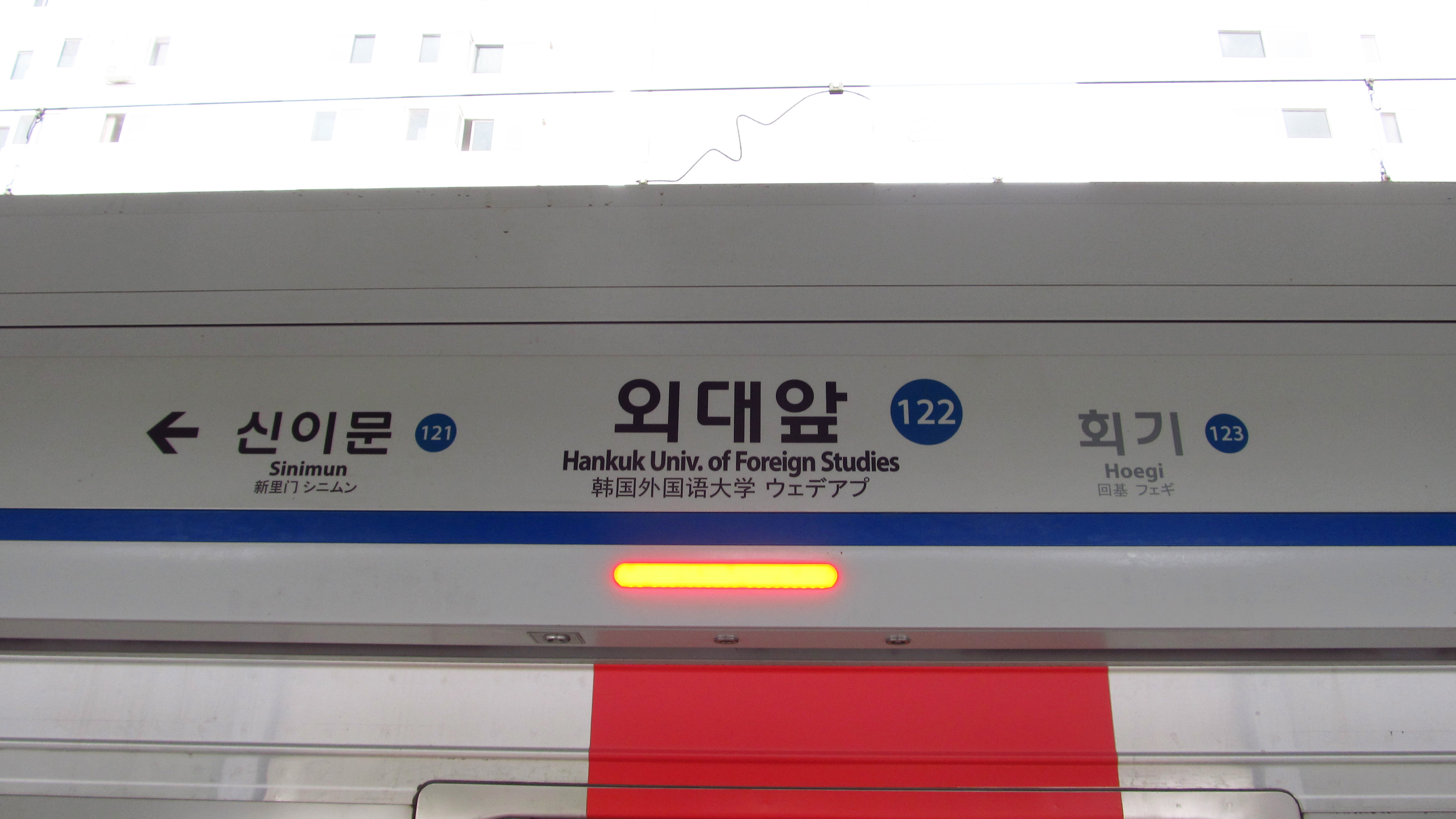
En 2018.
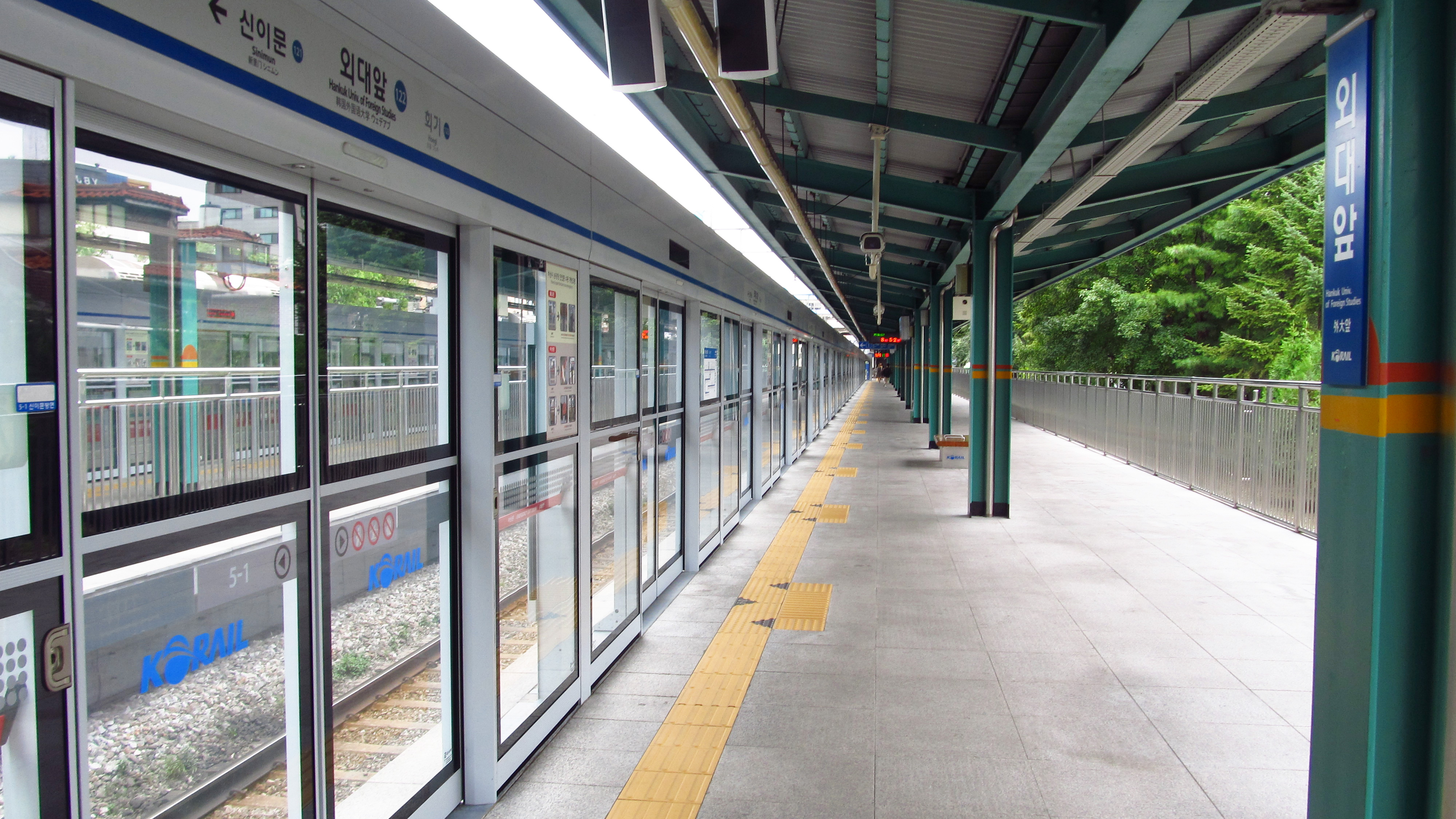
En 2018.

### Intermodalité
Des arrêts de bus sont situés à proximité.